# HD 219572
HD 219572，又名CP-80 1067，SAO 258127、HR 8849，是一颗恒星，视星等为6.33，位于銀經308.06，銀緯-36.72，其B1900.0坐标为赤經23h 11m 37.1s，赤緯-80° -36.72′ 9″。